# 1309 en santé et médecine
| Années de la santé et de la médecine : 1306 - 1307 - 1308 - 1309 - 1310 - 1311 - 1312    |
| Décennies de la santé et de la médecine : 1270 - 1280 - 1290 - 1300 - 1310 - 1320 - 1330 |

Cet article présente les faits marquants de l'année 1309 en santé et médecine.

## Événements

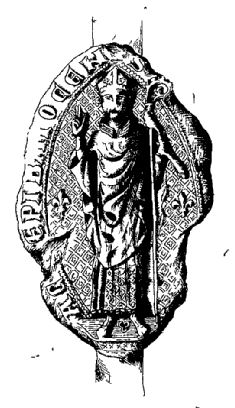
Sceau de
Guillaume Bonnet
fondateur du
collège de Bayeux

- Fondation de l'hôpital de la Miséricorde ou des Enfants orphes à Montpellier par l’ermite Jacques de Rome, au voisinage des actuelles rues Castihon et André-Michel[2].
- Fondation par les frères du Saint-Esprit, à l'extrémité du pont qui vient d'être achevé, de l'hôpital de Pont-Saint-Esprit dont la construction, commencée dès 1310, sera terminée en 1326 au plus tard[3].
- Arnaud de Villeneuve « contribue à la rédaction de la bulle du pape Clément V qui ordonne que pour devenir docteur et enseigner à l'École de médecine de Montpellier il faut avoir étudié les livres d’Hippocrate, Galien, Avicenne, Isacco le Juif, Costantinus Africanus, Arcimatteo et d’autres maîtres de l'école de Salerne[4] ».
- Plus de soixante moines enseignent la pharmacie au couvent des dominicains de Montpellier[5].
- Ordonnance de Philippe le Bel, qui porte « que la paille des lieux où le roi aura pris gîte, appartiendra aux hôpitaux voisins[6] ».
- 1308-1309 : fondation du Darüşşifa ou Bimarhane (« hôpital ») d'Amasya en Turquie par Ildus Hatun, l'une des épouses de l'ilkhan Oldjaïtou[7].
- 1308-1309 : Guillaume Bonnet, évêque de Bayeux, fonde le collège de Bayeux à Paris pour des écoliers du Mans et d'Angers, et, dans le but de favoriser l'étude de la théologie, il stipule que, en médecine et droit canon, l'établissement n'accueillera que quatre élèves de chacun des deux diocèses[8].

## Personnalités
- 1305-1309 : fl. Jean de Fonte, médecin de Marguerite de France, reine d'Angleterre[9].
- 1309-1343 : fl. John Maudith, médecin et astronome anglais, au service de John de Warenne, comte de Surrey et de Sussex[10].

## Décès
- Avant 1309 : Guillaume de Mazeto (né à une date inconnue), maître régent de l'université de médecine de Montpellier et médecin du pape Clément V ; Armengaud Blaise lui a dédié sa traduction du Liber de cognitione propriorum defectuum et vitiorum de Galien[11].
- Alida de Sienne (née en 1249), devenue hospitalière de l'Observance à la mort de son mari, et sanctifiée par l'Église catholique pour avoir consacré le reste de son existence au soin des démunis.
- Après 1309 : Robert Le Febvre (né à une date inconnue), médecin des rois de France Philippe le Hardi et Philippe le Bel et de la reine Jeanne de Navarre, fondateur d'une abbaye cistercienne à Thorigny, en Normandie[11].